# Jatropha pelargoniifolia
Jatropha pelargoniifolia là một loài thực vật có hoa trong họ Đại kích. Loài này được Courbai mô tả khoa học đầu tiên năm 1862.